# Tiradentes do Sul
Tiradentes do Sul es un municipio brasileño del estado de Rio Grande do Sul.
Se encuentra ubicado a una latitud de 27º23'51" Sur y una longitud de 54º05'02" Oeste, estando a una altitud de 407 metros sobre el nivel del mar. Su población estimada para el año 2004 era de 6.703 habitantes.
Ocupa una superficie de 233,36 km². La ciudad es bañada por las costas del río Uruguay, que hace de frontera entre el Brasil y la Argentina.